# Haliplus rufescens
Haliplus rufescens is een keversoort uit de familie watertreders (Haliplidae). De wetenschappelijke naam van de soort is voor het eerst geldig gepubliceerd in 1894 door Régimbart.